# All Down the Line
"All Down the Line" er en sang fra rock ’n’ roll bandet The Rolling Stones, og den udkom på deres album Exile On Main St. fra 1972.
Den blev skrevet af forsanger Mick Jagger og guitarist Keith Richards, og er en rock sang der starter den fjerde side af Exile. En akustisk version af sangen blev optaget i 1969 under de tidlige forberedelser til hvad der blev til Sticky Fingers. Indspilningerne forgik på Olympic Studios i London, og på Sunset Sound Studios i Los Angeles. 
Musikerne til optagelserne var Jagger som forsanger og kor sammen med Richards og Kathi McDonald. Bill Wyman spillede bass, mens Bill Plummer tog sig af kontrabas. Mick Taylor optrådte på den elektriske slide guitar, mens Richards spillede rytme. Med Charlie Watts på trommer, producer Jimmy Miller på maracas. Bobby Keys og Jim Price ledte saxofonen, trompet
og basun, og Nicky Hopkins spillede klaver. 
The Stones gav som bekendt en Los Angelses radio station en demo af ”All Down the Line” til at spille, mens de kørte rundt og lyttede til den på radioen. Men ”All Down the Line” største bedrift er at den næsten konstant optræder på The Stones tour siden Exile. Sangen har optrådt på et utal af toure gennem 1970erne, og på alle tourene siden Voodoo Lounge Tour. Til trods for dens popularitet som live sang med bandet, har den aldrig været på nogle live albums. 